# Мара-Пальник
Мара-Пальник — деревня в Кочёвском районе Пермского края. Входит в состав Большекочинского сельского поселения. Располагается восточнее районного центра, села Кочёво. Расстояние до районного центра составляет 32 км. По данным Всероссийской переписи населения 2010 года, в деревне проживало 95 человек (51 мужчина и 44 женщины).

## История
По данным на 1 июля 1963 года, в деревне проживало 228 человек. Населённый пункт входил в состав Большекочинского сельсовета.